# ام‌بی‌سی پرشیا
ام‌بی‌سی پرشیا (به انگلیسی: MBC Persia) شبکه تلویزیونی ماهواره‌ای فارسی‌زبان متعلق به گروه ام‌بی‌سی است. مالک اصلی این شبکه دولت عربستان سعودی می باشد. این شبکه مجموعه‌ای از فیلم‌ها، سریال‌ها و دیگر محصولات متنوع تلویزیونی را تحت شعار «سرگرمی بی‌انتها» پخش می‌کند.

## پیشینه
ام‌بی‌سی پرشیا زیر مجموعه‌ای از مرکز پخش خاورمیانه است که با هدف تحت پوشش قرار دادن خانواده‌های ایرانی در ۹ ژوئیه ۲۰۰۸ برابر با ۱۹ تیر ماه ۱۳۸۷ پخش برنامه‌های خود را آغاز نمود.

### تعطیلی و آغاز به کار دوباره
این شبکه در ژوئیه ۲۰۱۳ (مرداد ۱۳۹۲) تعطیل شد.
گروه تلویزیونی «ام‌بی‌سی» اعلام کرد شبکهٔ فارسی‌زبان «ام‌بی‌سی پرشیا» فعالیت دوبارهٔ خود را با رویکردی نو و با شعار «سرگرمی بی‌انتها» از سر می‌گیرد تا برای فارسی‌زبان‌های خاورمیانه و بیرون از آن، مجموعهٔ گسترده‌ای از محصولات سرگرمی را ارائه کند.
این شبکه فعالیت خود را در ۶ اکتبر ۲۰۱۸ (مهر ۱۳۹۷) از سر گرفت.